# Hures-la-Parade
Hures-la-Parade es una población y comuna francesa, situada en la región de Languedoc-Rosellón, departamento de Lozère, en el distrito de Florac y cantón de Meyrueis.

## Demografía
| 226 | 198 | 157 | 166 | 164 | 177 |
| Para los censos de 1962 a 1999 la población legal corresponde a la población sin duplicidades (Fuente: INSEE [Consultar]) |     |     |     |     |     |